# Mutter (album)
Mutter (česky Matka) je třetí album německé hudební skupiny Rammstein. Album bylo vydáno 2. dubna 2001 divizí Motor Music vydavatelství Universal Music. Jejich skladba Feuer frei! se dokonce objevila ve filmu xXx (triple x), ve kterém si i sami zahráli. Později byl vydán klip se záběry z filmu.

## Seznam skladeb
| Pořadí | Název                      | Délka |
| ------ | -------------------------- | ----- |
| 1.     | Mein Herz brennt           | 4:40  |
| 2.     | Links 2-3-4                | 3:36  |
| 3.     | Sonne                      | 4:32  |
| 4.     | Ich will                   | 3:37  |
| 5.     | Feuer frei!                | 3:08  |
| 6.     | Mutter                     | 4:29  |
| 7.     | Spieluhr (feat. Khira Li)  | 4:46  |
| 8.     | Zwitter                    | 4:17  |
| 9.     | Rein raus                  | 3:11  |
| 10.    | Adiós                      | 3:49  |
| 11.    | Nebel                      | 4:45  |
| 12.    | Halleluja (skrytá skladba) | 3:37  |

## Singly
1. "Sonne"
2. "Links 2-3-4"
3. "Ich will"
4. "Mutter"
5. "Feuer frei!" Soundtrack pro xXx.

## Videoklipy
- Sonne
- Links 2-3-4
- Ich will
- Mutter
- Feuer Frei!

## Sestava
Rammstein
- Till Lindemann – zpěv
- Richard Z. Kruspe – kytara, doprovodné vokály
- Paul Landers – kytara
- Oliver Riedel – baskytara
- Christoph Schneider – bicí
- Christian "Flake" Lorenz – klávesy

Hosté
- Khira Li – vokály

Produkce
- Jacob Hellner

## Umístění
| Charts (2001)     | Peak position |
| ----------------- | ------------- |
| Kanada            | 14            |
| Finsko            | 7             |
| USA Billboard 200 | 77            |
| Austrálie         | 10            |